# Pflugnasenchimären

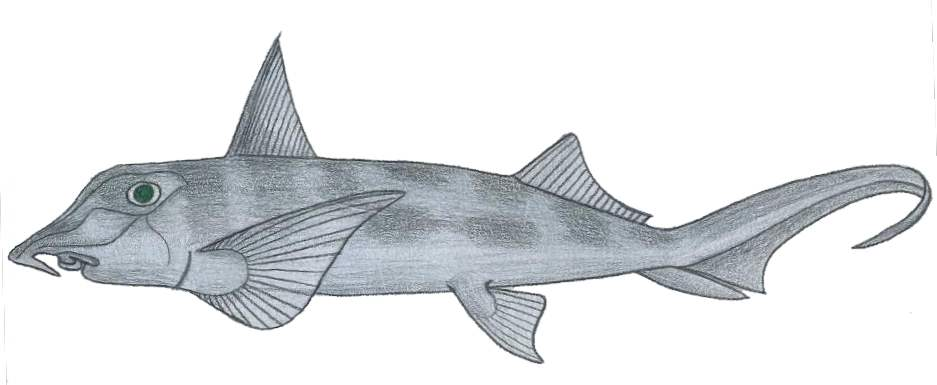
Callorhinchus callorynchus

Die Pflugnasen- oder Elefantennasenchimären (Callorhinchus) (Gr.:, kallis = schön, rhyngchos = Schnauze) sind eine Gattung der Knorpelfische (Chondrichthyes).

## Merkmale
Pflugnasenchimären werden 90 bis 125 Zentimeter lang. Sie werden durch einen an eine Pflugschar erinnernden, beweglichen Hautfortsatz an ihrer rüsselförmig verlängerten Schnauze charakterisiert. Die Funktion des Organs ist nicht bekannt, dient aber wahrscheinlich der Nahrungssuche im weichen Bodengrund. Dort ernähren sich die Tiere bevorzugt von Schalen tragenden Wirbellosen wie Schnecken und Muscheln. Ihre Augen sind klein, das Seitenlinienorgan geschlossen.
Pflugnasenchimären haben im Gegensatz zu den anderen Seekatzen eine deutlich heterocerke Schwanzflosse mit einem deutlichen ventralen Lobus.
Die Eikapseln der Pflugnasenchimären sind groß, typischerweise mit den Abmessungen 27 × 13 cm.

## Verbreitung
Pflugnasenchimären leben auf der Südhemisphäre der Erde in den Meeren um das südliche Südamerika, Südafrika, Südaustralien und Neuseeland. Sie sind keine ausgesprochenen Tiefseefische, wie die Arten der beiden anderen Seekatzen-Familien, sondern halten sich auf dem Kontinentalschelf bis in eine Tiefe von 180 Meter auf.

## Arten
Es sind drei Arten bekannt:
- Callorhinchus callorynchus Linnaeus, 1758
- Callorhinchus capensis Duméril, 1865
- Australische Pflugnasenchimäre (Callorhinchus milii Bory de Saint-Vincent, 1823)

## Stammesgeschichte

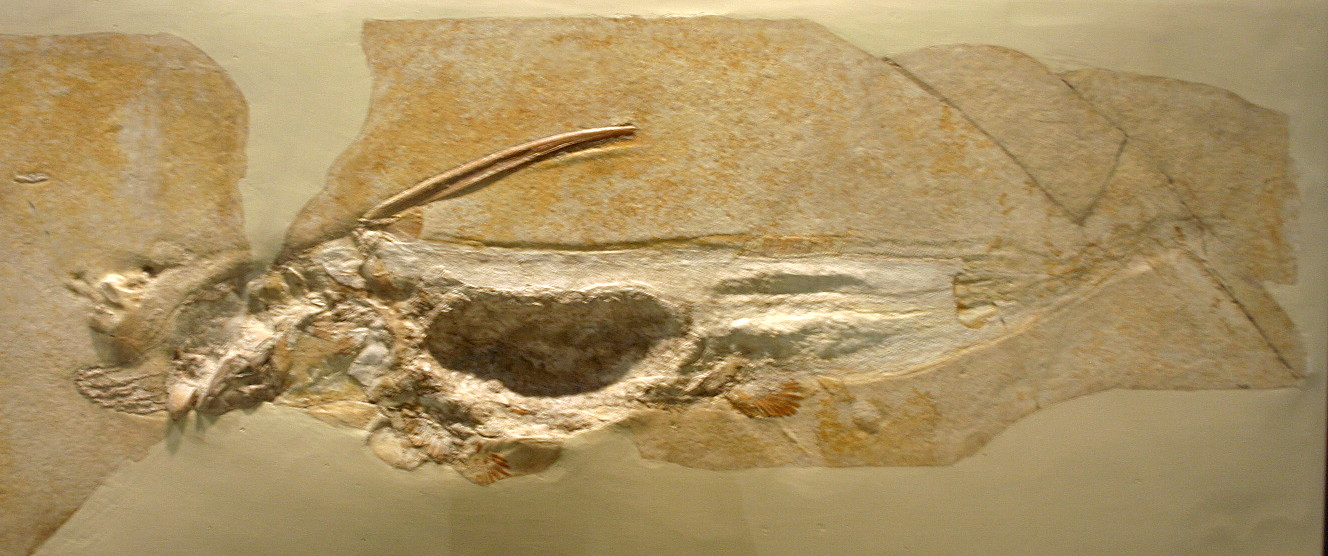
Ischyodus avitus

Die Gattung ist fossil aus dem Eozän der Antarktis bekannt. Neben der rezenten Gattung werden vier weitere Gattungen der Familie Callorhinchidae zugerechnet, Brachymylus, Ischyodus (Jura), Pachymylus und Edaphodon. Die vier Gattungen werden in eine eigene Unterfamilie, die Edaphodontinae gestellt.

## Gefährdungssituation
Alle drei Arten der Gattung der Pflugnasenchimären werden von der Weltnaturschutzunion IUCN in der Roten Liste gefährdeter Arten geführt. Sie werden derzeit als nicht gefährdet (Least Concern) beurteilt.